# Lydella hydrocampae
Lydella hydrocampae là một loài ruồi trong họ Tachinidae.